# Rainer Berndt
Rainer Berndt SJ (* 28. Juli 1951 in Düsseldorf) ist ein deutscher römisch-katholischer Theologe und Kirchenhistoriker.

## Leben
Berndt studierte von 1970 bis 1973 Philosophie und Theologie in Bonn und Freiburg und von 1977 bis 1980 in Frankfurt. Das Promotionsstudium (1981–1989) in Mediävistik (Geschichte, Mittellatein, Editionswissenschaft) in Louvain-la-Neuve und Paris schloss er im Juni 1989 mit der Promotion zum Dr. theol. an der Universität Paris IV-Sorbonne/Institut Catholique ab. 
Nach der Habilitation im Februar 1992 an der PTH Sankt Georgen für das Fach Geschichte der Philosophie und Theologie im Mittelalter war er seit Juli 1992 Professor für Geschichte der Philosophie und der Theologie des Mittelalters an der Philosophisch-Theologischen Hochschule Sankt Georgen in Frankfurt am Main. 2006 wurde seine Professur um das Fach Kirchengeschichte des Mittelalters erweitert. Zum Ende des Sommersemesters 2019 wurde er emeritiert. Seit 1991 hat er einen ständige Gastprofessur für Philosophie- und Kirchengeschichte des Mittelalters am Centre Sèvres. Seit 1991 ist er Vorstand des Hugo von Sankt Viktor-Instituts für Quellenkunde des Mittelalters der Hochschule Sankt Georgen.
Seine Arbeitsgebiete sind Geschichte der Abtei St-Victor (Paris) und von Viktoriner Autoren, Geschichte der lateinischen Exegese im Mittelalter, Ordensgeschichte, besonders der augustinischen Familie, Philosophie- und Theologiegeschichte des Mittelalters, Kirchengeschichte des Mittelalters und der Frühen Neuzeit und Editionswissenschaft, Historische Hilfswissenschaften.

## Veröffentlichungen
- Rainer Berndt SJ (Hg.): Der Papst und das Buch im Spätmittelalter (1350–1500). Bildungsvoraussetzung, Handschriftenherstellung, Bibliotheksgebrauch. (Erudiri Sapientia, Bd. 13), Münster 2018, ISBN 978-3-402-10445-3.